# 通往黑暗之路
《通往黑暗之路》是工作室1993年为苹果公司麦金塔个人计算机推出的第一人称射击冒险电子游戏。玩家操纵特种部队军人角色解开谜题并打败敌人，将金字塔各层解锁，目的是防止其中沉睡的强大神灵苏醒并毁灭世界。游戏结局取决于玩家操作。
《通往黑暗之路》起初的开发设想是《弥诺陶洛斯：克里特岛上的迷宫》续作，后来改为原创剧情。杰森·琼斯为游戏编程，游戏环境和各种生物大多由他的朋友科林·布伦特开发。游戏在支持的苹果电脑型号上可以实现三维材质贴图和立体声音效。《通往黑暗之路》面世后获得好评并拿下多个奖项，是首款获得商业成功的游戏。工作室用游戏收入搬到新址并扩张团队，开始开发《马拉松》。据琼斯表示，《通往黑暗之路》不会出续作。

## 游戏玩法

主角用手枪向敌人开火。屏幕右边是玩家状态和仓库，最下方是信息控制台。

《通往黑暗之路》是第一人称射击冒险游戏，游戏界面有四个窗口。主窗口“世界视角”从第一人称视角显示主角，使用电脑键盘移动、躲闪、使用武器及其他物品；“仓库”窗口显示玩家已经获得的物品；“信息”窗口显示游戏时间和关联事件；“玩家”窗口显示健康值和能量信息。除对话外，游戏时间不断流逝，如果拖延太久导致沉睡神灵苏醒就以失败结束。
玩家在游戏中探索金字塔的大厅和地下墓穴，与各种怪物战斗，可以捡起他人留下的武器和弹药充实武器库。解锁更多关卡可以获得新武器，如机枪和榴弹发射器。玩家受到伤害时健康值下降，一旦归零就只能从最后一次存盘点恢复进度。休息可以恢复健康值，但会消耗时间，而且有受到攻击的风险。关卡中散布各种可供玩家使用的物品，各种药水有不同作用：例如罕见的蓝色药水可以解毒和回血。其他物品提供点数，可以增加主角的金钱或最大生命值。水晶可以对敌人造成冻结、火烧或其他伤害。
玩家可以使用黄色水晶与“过去生存的众生”（Previously Living Sentient Beings，简称）对话。通过对话，玩家能够了解故事背景、击败怪物的方法，以及解谜信息。玩家可以与死者对话，但没有现成的对话选项，需要在对话框中输入关键词才能推动游戏进展。输入正确的关键词后（通常是该死者所说上一句话的某个词），死者就会回应。根据游戏手册指示，所有死者都会回应（“姓名”）和（“死亡”），分别说出他们的姓名和死因。

## 情节
1994年5月5日，外星外交官告诉美国总统，某金字塔下沉睡的远古神灵将于5月13日苏醒并摧毁地球，防止灾难的唯一办法就是阻止神灵觉醒。根据总统命令，主角与其他七名美国陆军特种部队成员组成特别行动组，携带核武器赶赴尤卡坦半岛，行动目标是进入远古金字塔并抵达神灵沉睡的最底层，然后引爆核弹炸晕神灵，并将它埋在无数石头之下。
主角跳伞后发现降落伞无法打开，数小时后才苏醒过来，但又发现几乎所有装备都无法使用。其他队员进入金字塔数小时后，主角才徒步抵达，接下来游戏开始，玩家必须在五天内完成团队任务，否则神灵就会醒来。玩家在金字塔内找到队友的尸体，还有会说西班牙语的寻宝猎人遗骸，以及20世纪30年代进入金字塔寻找秘密武器但无一生还的纳粹远征队员。玩家可以操纵角色使用游戏初期获得的黄色水晶同死者交流，了解更多情节。
游戏结局取决于玩家操作，如果没有获得电动信标就无法呼叫友军协助撤离；如果忘记引爆核弹，或是引爆时间迟于神灵苏醒时间，地球都会毁灭。如果核弹在主角抵达安全地点前爆炸，结局虽然还是胜利，但主角也会死亡。最好的结局是玩家带着电动信标离开金字塔，并且核弹爆炸前有至少20分钟撤退时间；如果有充足时间在引爆前徒步抵达安全位置，主角就能在没有电动信标的情况下存活。

## 开发
《通往黑暗之路》是的第四款游戏和第三款商业游戏，上一部作品《弥诺陶洛斯：克里特岛上的迷宫》（Minotaur: The Labyrinths of Crete）卖出约2500份。1992年夏，住在芝加哥大学宿舍的杰森·琼斯（Jason Jones）看到三维图形射击游戏《德军总部3D》后深受启发，为苹果个人计算机平台创建三维图形引擎；该引擎可以模拟梯形和矩形的墙，但整体还很粗糙。工作室原本打算把《通往黑暗之路》直接开发成《弥诺陶洛斯：克里特岛上的迷宫》的三维版本，但很快就发现前作的俯视视角不适合三维视觉呈现。《弥诺陶洛斯：克里特岛上的迷宫》需要连网游戏，当时互联网服务和调制解调器还很罕见，给游戏营销带来困难。为避免新作遇上同样困境，开发商需要重新设计，让游戏不依赖网络。接下来，用1992年剩下的几个月时间调整图形引擎。
1993年1月，游戏开发进入情节和关卡阶段。据琼斯回忆，游戏虽然开篇情节老套，但后面就变得“非常有趣和独特，但又很难理解”。根据其中一种比较复杂的情节设定，玩家和其他罗马士兵发现某处山泉有延长寿命的神奇功效，每过七年，就会有一名士兵负责潜入地穴带回更多泉水，一旦死亡就有另一人接棒取水，确保大家都能活下去。“这样的情节很有意思，你的所作所为没有对错之分，没有什么做好事或者拯救世界之类的需要。”琼斯还称：“不管你是否乐意，一旦被选中，你就成了这个古怪不死邪教的老大。”最终获选的游戏情节复杂程度在所有版本中属中等水平，这主要是因为开发商不想强迫玩家投入情节。
除为游戏编程外，琼斯还负责编写剧情和游戏手册，创始人亚历克斯·塞洛皮安（Alex Seropian）执掌业务方面事务，为游戏设计包装盒及宣传材料。虽然《弥诺陶洛斯：克里特岛上的迷宫》的代码也是琼斯单枪匹马打完，但开发《通往黑暗之路》时没有更多人协助的根本原因是工作室缺钱。为加快进度，琼斯创建关卡编辑器，可以用来向各关卡添加项目、怪物和墙壁。游戏各关卡及其中迷宫的总面积为4000万平方英尺。科林·布伦特（Colin Brent）是琼斯的朋友，大部分环境和生物都是他设计，琼斯的工作量因此大大减轻，而且他认为布伦特在美术方面比自己更出色。
每个怪物的不同形态都是手工绘制，如静止、移动、攻击和垂死，扫描到计算机后加入游戏，遇到问题就要重绘。图形绘制完成后再用以24位真彩色标准着色。虽然具备高级图形功能，但游戏可以在所有型号的苹果个人计算机运行，是苹果公司发布当天计算机本地运行的30个程序之一。
1993年7月，游戏开发进度已经滞后，只完成地面以上的金字塔部分。为了能让游戏赶在Mac世界博览会销售，琼斯在之前一个月每天工作18小时，最后在博览会开幕前夕完成程序错误相对较少的版本，工作室最后带着500张收缩膜包装的游戏副本在博览会销售。游戏难度偏高，所以推出官方提示手册。

## 反响
《通往黑暗之路》获得评论界好评。麦金塔游戏内幕（Inside Mac Games）网站评论员乔恩·布鲁姆（Jon Blum）于1993年9月发文，称赞《通往黑暗之路》在他玩过的所有麦金塔游戏中名列前茅。《电脑游戏世界》觉得游戏就像“迷宫探索，纯粹而简洁”，但批评角色获得枪支之前的部分很“乏味”，而且每关能够使用的存档位置太少。杂志称赞用户界面“简单、优雅且容易使用”，图形和音效表现“精湛”。整体而言，《通往黑暗之路》虽然实际游戏过程略嫌不足，但依然值得强烈推荐。史蒂文·利维（Steven Levy）在网站发文，称赞游戏图形和操作非常流畅，他还特别称赞其中设计的怪物，觉得它们不象是单纯用线条画出来的东西，而是融合蒂姆·伯顿、安妮·莱斯和耶罗尼米斯·博斯奇思妙想的产物。负面意见主要针对游戏难度。布鲁姆就觉得有些地方太难，可能要花好几个小时才会发现前面已经犯下无法逆转的错误。对此琼斯也承认，最初设计时并未料到游戏会如此之难。《通往黑暗之路》获得多座奖项肯定，如麦金塔游戏内幕的“年度冒险游戏奖”和的“最佳角色扮演游戏奖”，还入选《麦金塔用户》（MacUser）杂志的年度百佳游戏榜。
《通往黑暗之路》共售出两万余份，远超开发商预期，是首款获得商业成功的游戏，也是麦金塔平台1994年上半年游戏销量季军，仅次于《迷雾之岛》和《模拟城市2000》，预计全年销售额可达七位数。凭着这款游戏赚来的钱，终于搬出塞洛皮安的公寓，在芝加哥南区租下专用办公室。搬到新址后，游戏团队扩张并合作开发另一款第一人称射击游戏《马拉松》（Marathon）。琼斯在接受麦金塔游戏内幕采访时表示，《通往黑暗之路》应该永远都不会出续作，“原因很多，其中一个是我就是不喜欢续作”。他还表示，《通往黑暗之路》问世后游戏技术日新月异，很多东西已经同它格格不入。